# Skaftölandet
Skaftölandet är en ö vid den bohuslänska kusten, som ofta kallas enbart Skaftö. Den ingår i Skaftö socken i Lysekils kommun. De största orterna på ön är Grundsund, Rågårdsvik och Fiskebäckskil. I och nära Fiskebäckskil finns två marinbiologiska stationer, Klubbans biologiska station bedriver endast undervisning medan Kristinebergs marina forskningsstation även bedriver forskning. Ön är förbunden med fastlandet via en bro i nordöstra änden och har färjeförbindelse mellan Fiskebäckskil och Lysekil. Dessutom gör personbåtar som Ran turer runt ön.
Konstnären Carl Wilhelmson (1866–1928) var född i Fiskebäckskil och byggde där 1911–1913 en sommarbostad med ateljé. Flera kända målningar av honom återger ortsbor i deras dagliga miljö.
Färjan mellan Fiskebäckskil, Östersidan och Lysekil bär konstnärens namn.
På Skaftö finns sedan en tid tillbaka Skaftö Öråd som verkar för att göra ön attraktiv och levande för både bofasta, sommarboende och turister. Bland annat har man fått till cykel- och promenadvägar.
Dessutom anordnas den lättsamma segeltävlingen Shaft Islands Circumference Race (Sicr eller Skaftö Runt).
TV-serien Saltön med bland annat Tomas von Brömssen och Ulla Skoog spelades in på ön. Andra filminspelningar som delvis ägt rum på Skaftö är Wallanderfilmen Steget efter och den tyska filmen Pappa har två familjer.